# 謝寧 (香港演員)
謝寧（Charlene Tse，1963年10月9日—），1985年度香港小姐冠軍，祖籍廣東梅縣，生於廣州，1978年移居香港，就讀於香港真光中學。她是第一位在內地出生的香港選美冠軍，也是香港選美史上為數不多出身自內地的冠軍級人馬。
謝寧奪得港姐冠軍後加入無綫電視，80年代後期成為古裝劇當紅花旦之一，演出包括《狄青》、《決戰皇城》、《連城訣》等數部古裝劇。1991年，謝寧退出娛樂圈，嫁給藝人岑建勳，婚後育有兩女。2005年，謝寧宣告与岑建勳離婚，同年复出為無綫主持《為食救兵》節目。謝寧現時是餅店曲奇四重奏老闆之一。

## 電視劇（無綫電視）
- 1985年 《楊家將》 飾 楊五娘
- 1986年 《狄青》 飾 楊紫茵
- 1986年 《倚天屠龍記》 飾 黃衫女子
- 1986年 《鑽石王老五》飾 阿扁
- 1987年 《男兒本色》 飾 高雪媚
- 1987年 《成吉思汗》 飾 孛兒帖
- 1988年 《名門》 飾 霍紅綃
- 1988年 《老子萬歲》
- 1988年 《絕代雙驕》 飾 蘇櫻
- 1989年 《決戰皇城》 飾 靖康公主
- 1989年 《邊城浪子》 飾 翠儂
- 1989年 《連城訣》  飾 水笙
- 1989年 《天變》 飾 孫虹
- 1990年 《零點出擊》 飾 夏文鳳
- 1990年 《飛越官場》 飾 李師師

### 香港電台
- 1991年 《裁決：撞板家族》 飾 張綺雯

## 電影
- 1988年：《群龍奪寶》飾 馬云龍女友
- 1989年：《龍虎家族》
- 1991年：《豪門夜宴》飾 曾家女傭
- 1993年：《虎穴屠龍之轟天陷阱》
- 2006年：《大丈夫2》
- 2011年：《2012來了》
- 2022年：《給我1天》飾 周念慈校長

## 電視節目
- 1989年：TVB翡翠台《寰宇風情》紐西蘭特輯（主持）
- 1990年：TVB翡翠台《寰宇風情》邁亞密特輯（主持）
- 2005年：TVB為食台《為食救兵》（主持）
- 2018年：創世電視《主食寧感》（主持）
- 2023年：HOY TV《健康寧飲食》（主持）

## 著作
- 2006年7月：《廚房廳堂》 明報周刊出版　ISBN 9789889798796
- 2011年8月：《寧舍好食》 明報周刊出版　ISBN 9789881911353